# La Mouette
La Mouette war eine französische Automarke.

## Unternehmensgeschichte
Das Unternehmen Joanny Faure (auch Joanny Fauré geschrieben) aus Lyon begann 1909 mit der Produktion von Automobilen, die als La Mouette vermarktet wurden. Im gleichen Jahr endete die Produktion bereits wieder. Insgesamt entstanden nur wenige Exemplare.

## Fahrzeuge
Für den Antrieb der Fahrzeuge sorgten Vierzylindermotoren. Der Kühler war hinter dem Motor montiert. Unüblich war der Frontantrieb. Eine Quelle nennt Sport- und Rennwagen, eine andere Zweisitzer, und eine dritte Viersitzer.